# Trullo

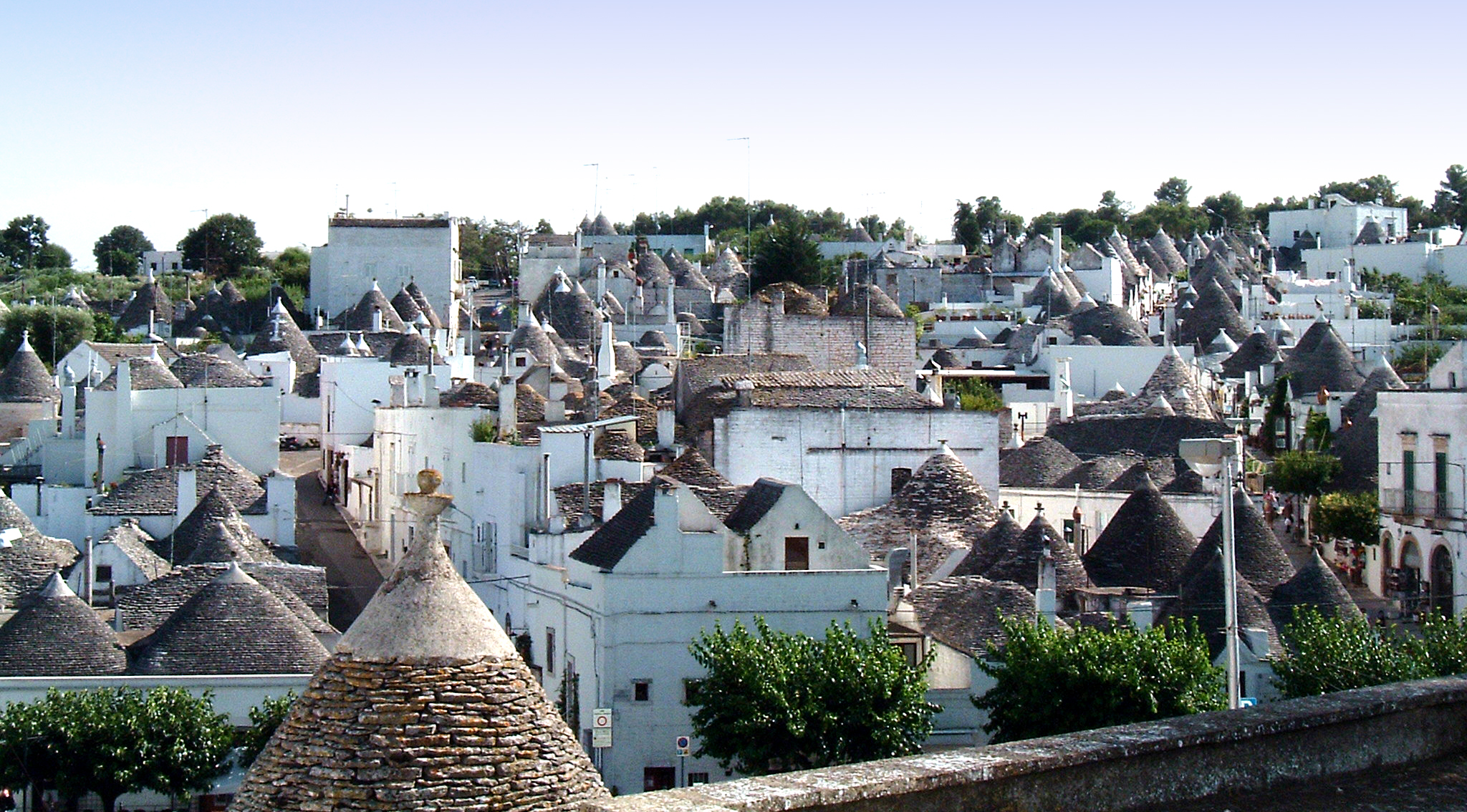
Panorama miasteczka Alberobello z widocznymi stożkowatymi dachami domostw typu trulli

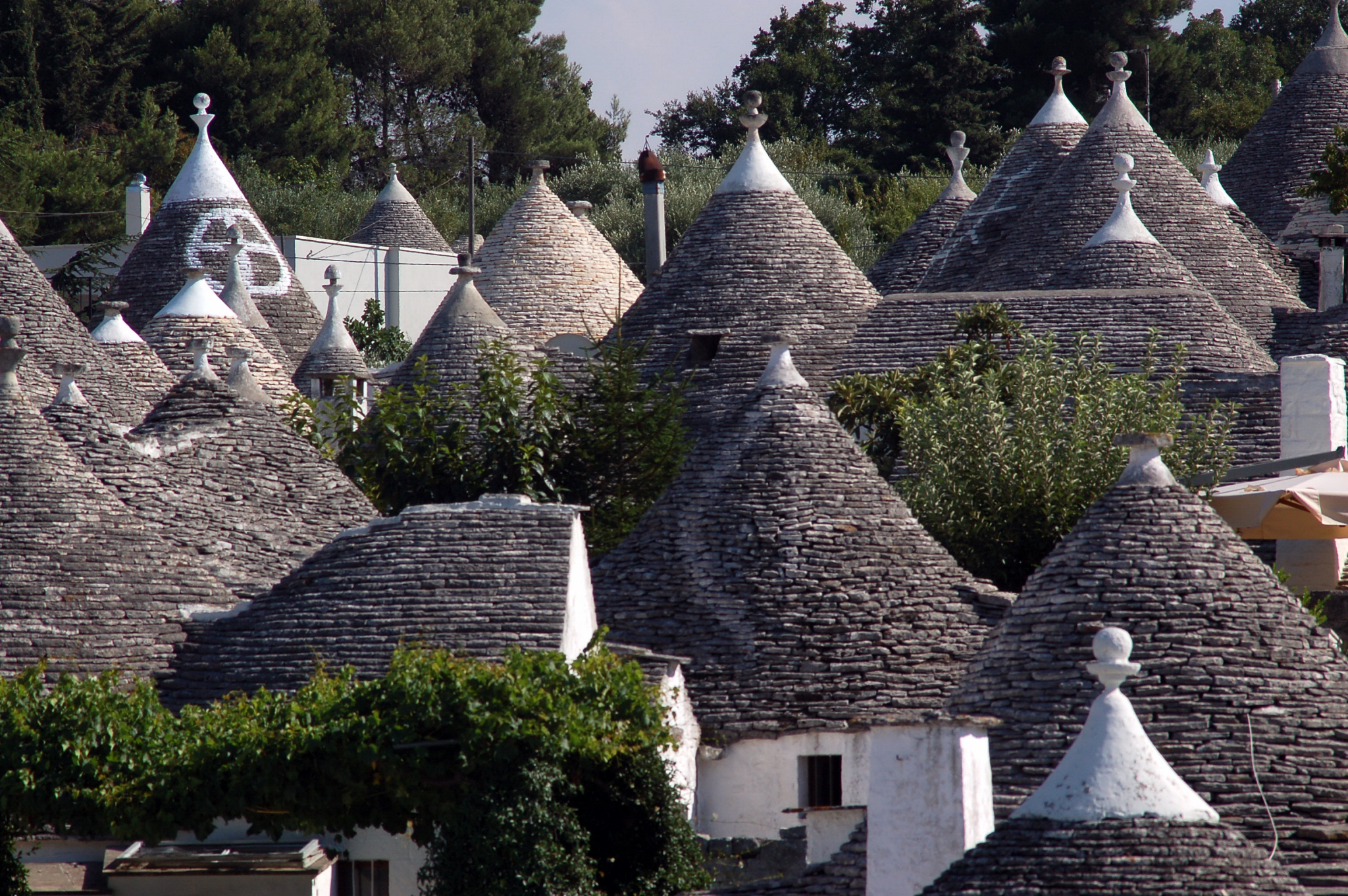
Panorama Alberobello ze stożkowatymi dachami trulli

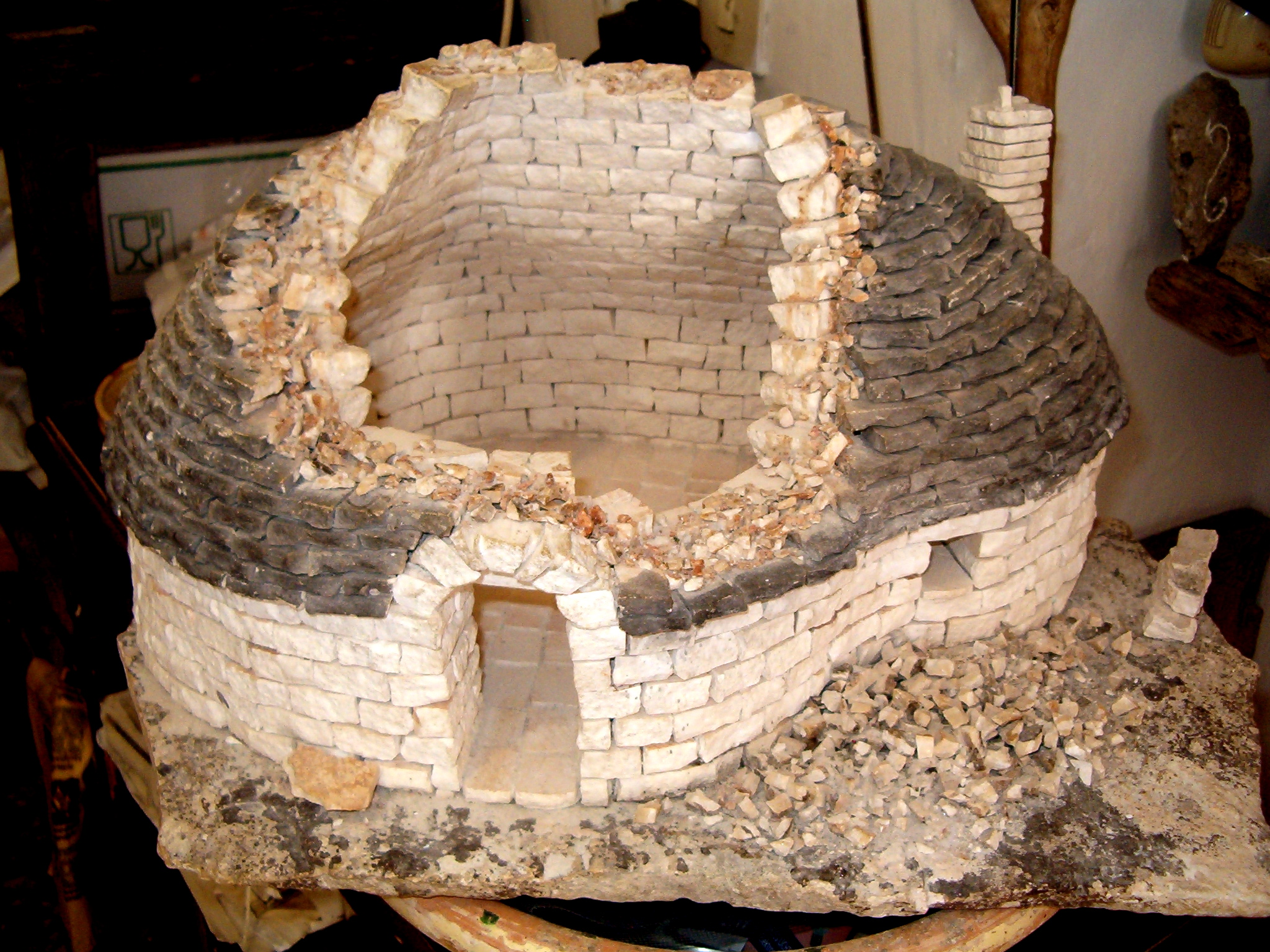
Model budynku typu trullo, o konstrukcji charakterystycznej dla miejscowości Alberobello

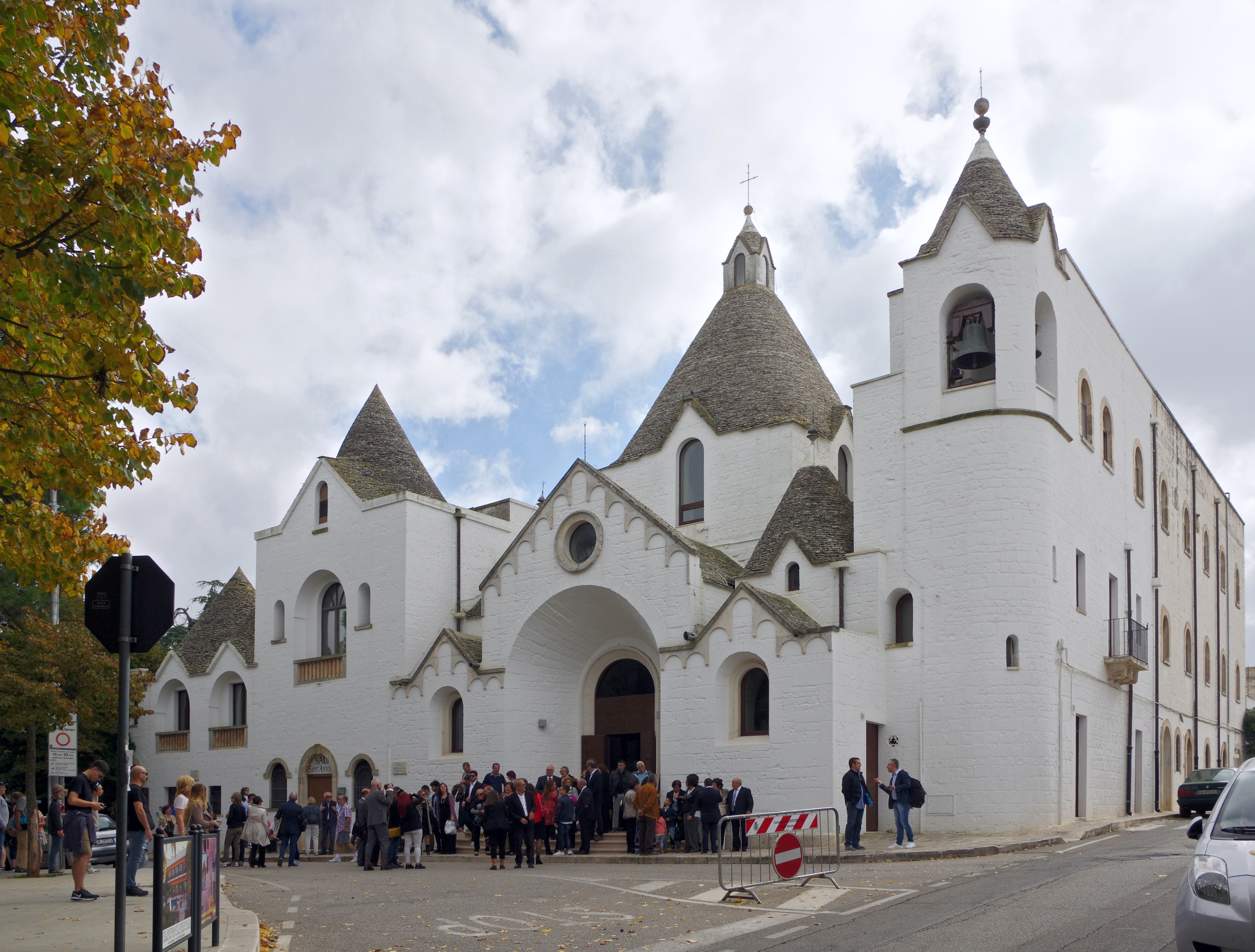
Kościół Św. Antoniego w Alberobello, XX w.

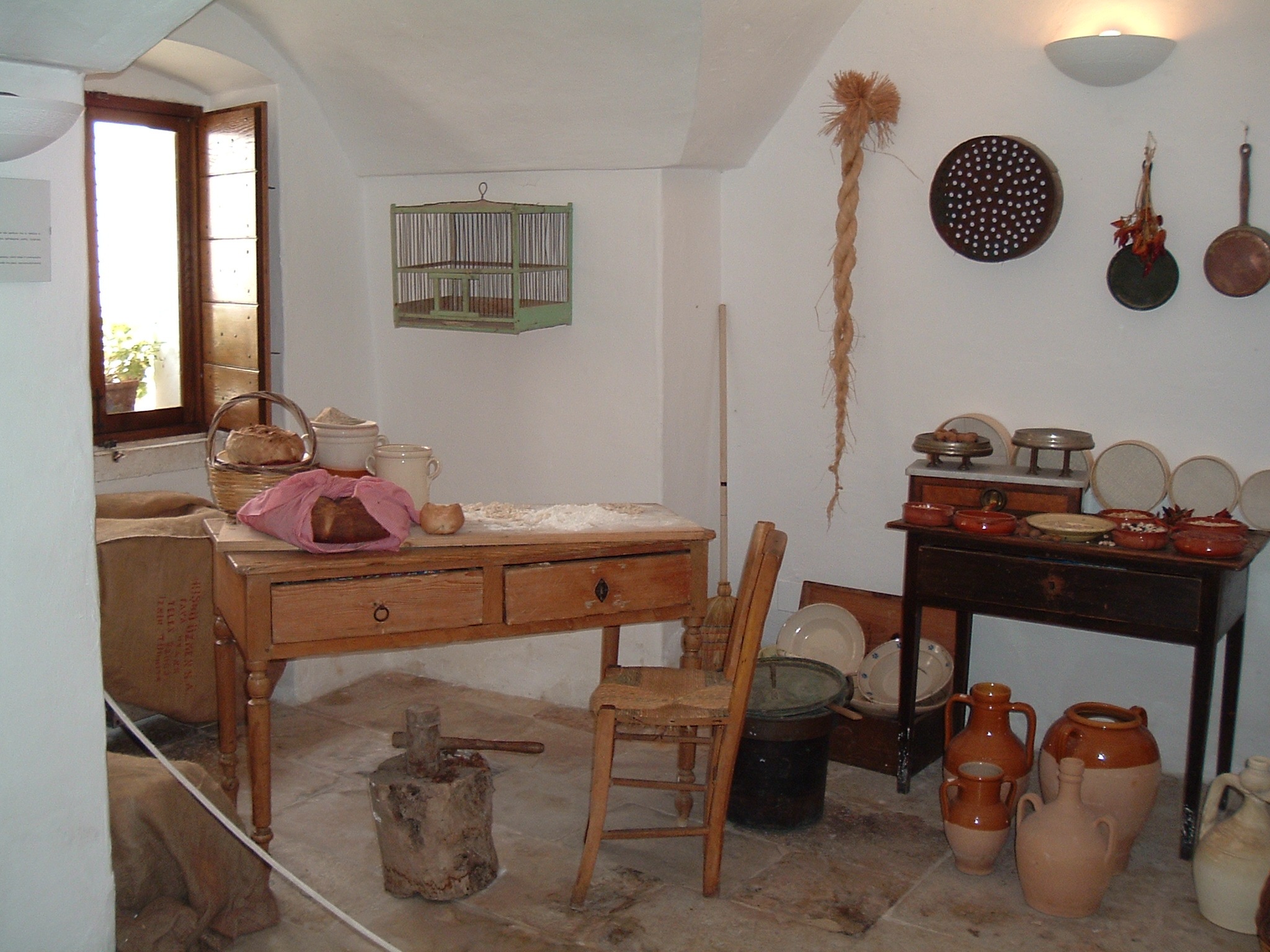
Wnętrze trullo.

Trullo (l. mn. trulli) – niewielki, zwykle jednopoziomowy budynek mieszkalny, zbudowany z kamienia wapiennego bez zaprawy najczęściej na planie w kształcie kwadratu lub koła, kryty stożkowatym dachem układanym również z kamieni, zwieńczony przeważnie krzyżem lub, rzadziej, innym symbolem, często z bielonymi ścianami zewnętrznymi, charakterystyczny dla regionu Apulia w południowych Włoszech.
Najwięcej budowli typu trulli zachowało się do dziś w miejscowości Alberobello w prowincji Bari, gdzie jest ich około 1500, w pobliskim miasteczku Martina Franca oraz w okolicznych wioskach.
Trulli z Alberobello wpisane zostały na Listę Światowego dziedzictwa UNESCO.

## Teorie pochodzenia
Pochodzenie i wiek tych budynków są niewyjaśnione. Nigdzie indziej w całej Europie tego typu budynki nie są spotykane. Jest o tyle dziwne, że w klimacie śródziemnomorskim charakterystycznym przecież nie tylko dla tego niewielkiego obszaru południowych Włoch mają takie właściwości, iż dają pożądane ciepło zimą i chłód latem. Nieznane jest również znaczenie niektórych kamiennych symboli będących zakończeniem części dachów, większość z nich jest zwieńczona jest krzyżem. Także na niektórych dachach budynków namalowane są znaki hieroglificzne o niewiadomym znaczeniu.
Jedna z teorii pochodzenia trulli mówi o zmyślności apulijskich chłopów, którym w XV wieku Ferdynand I Aragoński zakazywał budowania stałych domostw, twierdząc, że można ich dowolnie przenosić tam, gdzie będą potrzebni. Domy te rzeczywiście nie były stałe i w razie wizyty cesarskich urzędników czy faktycznych przenosin Apulijczycy nie mieli problemów. Innym wytłumaczeniem dla takiego budownictwa jest to, że ich mieszkańcy chcieli uniknąć w ten sposób płacenia podatków nałożonych na wszystkie budynki mieszkalne oprócz niewykończonych. Tymczasem dach trullo było stosunkowo łatwo zarówno rozebrać (by udowodnić, że budynki są niewykończone), jak też równie łatwo go na nowo złożyć.
Istnieją także teorie wskazujące na związki z greckimi Mykenami i wytworami cywilizacji sprzed 5000 lat oraz Syrią, Bliskim Wschodem (domami w formie głów cukru) i przybyłymi stamtąd zakonnikami bądź krzyżowcami.

## Przypuszczalny wiek budynków
Ocenia się, że najstarsze istniejące dotąd takie domy powstały w XIII wieku, część ok. XV wieku, a większość z nich ma około 200-300 lat.

## Baza turystyczna
Obecnie część trulli została włączona do bazy turystycznej Apulii. Mieszczą się w nich hotele oraz sklepy oferujące różnorakie pamiątki. Polecanym dla turystów szlakiem jest droga wzdłuż Valle d'Itria. Także sama Martina Franca oferuje ciekawe widoki z trulli wpisującymi się w krajobraz, zwłaszcza z murów obronnych miasta.